# Tsutomu Ōyokota
Tsutomu Ōyokota (n. 20 aprilie 1913, Hiroshima, Japonia – d. 9 octombrie 1994) a fost un înotător ce a reprezentat Japonia, medaliat olimpic. A participat la o ediție a Jocurilor Olimpice (1932) în care a câștigat o medalie de bronz.

## Participări
Lista de mai jos prezintă principalele competiții la care a participat Tsutomu Ōyokota de-a lungul carierei.
- swimming at the 1932 Summer Olympics – men's 400 metre freestyle[*]